# Mohîleanî, Ostroh
Mohîleanî (în ucraineană Могиляни) este localitatea de reședință a comunei Mohîleanî din raionul Ostroh, regiunea Rivne, Ucraina.

## Demografie
Componența lingvistică a localității Mohîleanî
     Ucraineană (98,76%)
     Rusă (1,09%)
     Alte limbi (0,07%)
Conform recensământului din 2001, majoritatea populației localității Mohîleanî era vorbitoare de ucraineană (98,76%), existând în minoritate și vorbitori de rusă (1,09%).